# Donkere kangoeroemuisgoffer
De donkere kangoeroemuisgoffer (Microdipodops megacephalus)  is een zoogdier uit de familie van de wangzakmuizen (Heteromyidae). De wetenschappelijke naam van de soort werd voor het eerst geldig gepubliceerd door Merriam in 1891.

## Kenmerken
De rugzijde is grijsbruin, de buik zuiver wit. Het dier heeft grote ogen en oren, een lange snuit, donkerbehaarde lange achterpoten, een dikke staart en een grote bos snorharen. De lichaamslengte bedraagt 6,5 tot 7,5 cm, de staartlengte 6,5 tot 10,5 cm en het gewicht 10 tot 17 gram.

## Leefwijze
Deze kleine solitair levende goffer heeft een nachtelijke levenswijze. Het dier huppelt en springt graag over de zandduinen in zijn droge habitat. Dit dier maakt opportunistisch gebruik van al wat de natuur en de seizoenen hem te bieden heeft. In de zomer bestaat zijn voedsel uit insecten, in de winter uit zaden, die in zijn uitwendige wangzakken worden overgebracht naar zijn burcht. Het dier maakt ook vetreserves aan in de dikke staart.

## Territorium
Mannetjes bezitten soms territoria van 6000 m², die moeten worden verdedigd tegen soortgenoten. Vrouwtjes moeten het met minder doen, zo’n 400 m².

## Voortplanting
Vrouwtjes krijgen meestal 2 tot 7 jongen per worp.

## Verspreiding
De soort komt plaatselijk algemeen voor in het zuidwesten van de Verenigde Staten.